# Marphysa mossambica
Marphysa mossambica är en ringmaskart som först beskrevs av Peters 1855.  Marphysa mossambica ingår i släktet Marphysa och familjen Eunicidae. Inga underarter finns listade i Catalogue of Life.